# Северо-Западный край

Княжества и области белорусские и литовские на Большом гербе Российской империи. 1882.

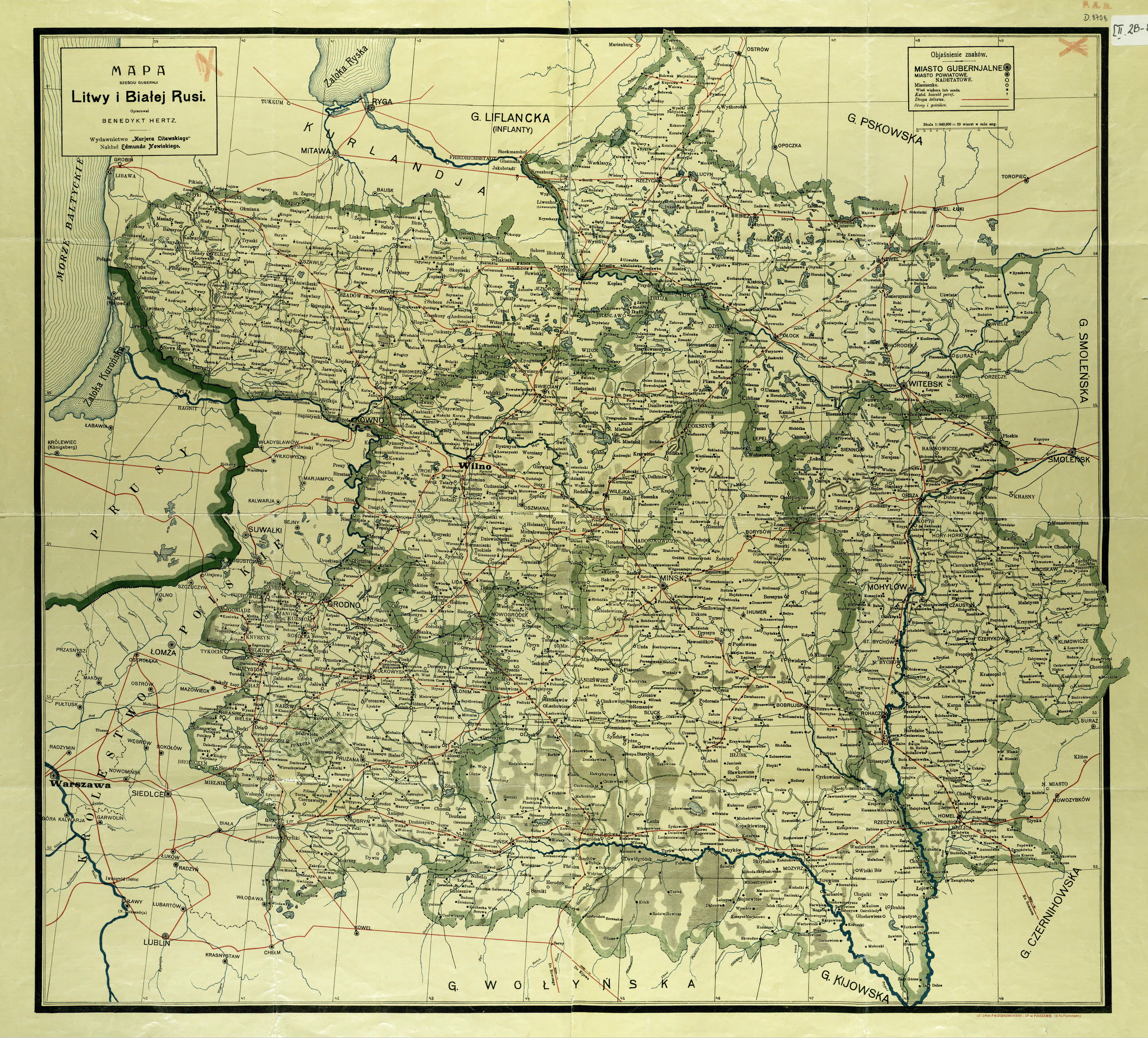
Шесть губерний Северо-Западного края Российской империи — карта, напечатанная между 1905—1910 гг. в издательстве газеты «Kurjer Litewski» и названная «Карта шести губерний Литвы и Белой Руси»

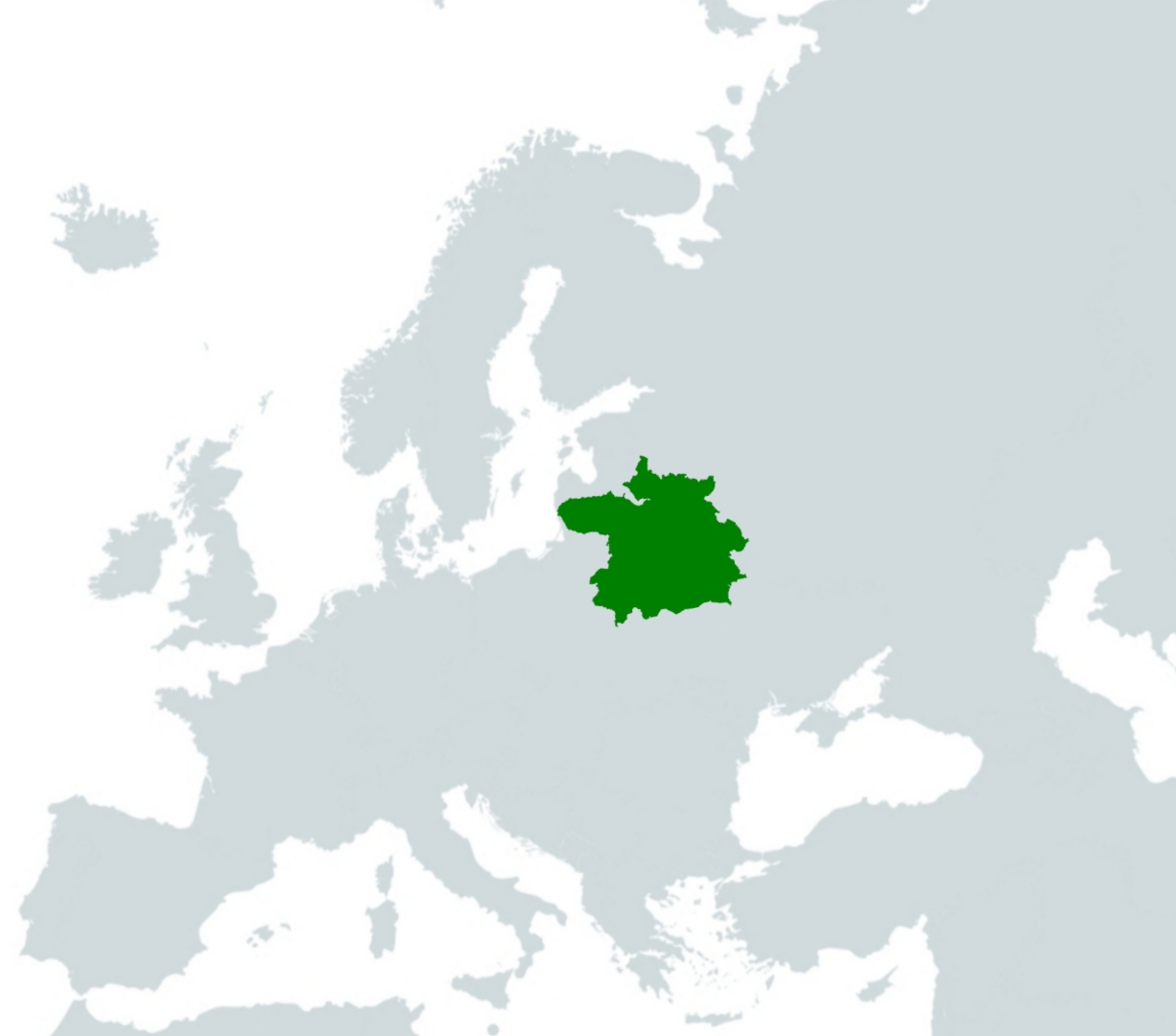
Северо-Западный край на карте Европы

Се́веро-За́падный край либо северо-западные губернии — неформальный термин, который зачастую применялся в отношении шести губерний Российской империи (Виленской, Ковенской, Гродненской, Минской, Могилёвской и Витебской губерний), созданных на территории присоединённых к Российской империи земель Великого княжества Литовского.
Термин «Северно-Западный край» («северо-западные губернии») начал первоначально употребляться в правительственной терминологии в отношении к бывшим Литовскому генерал-губернаторству и Белорусскому генерал-губернаторству после ликвидации в Российской империи униатства (1839 год, Полоцкий собор), как желание показать не только наследственно-династический, но и этноконфессиональный «русский» характер этих земель (Виленской, Гродненской, Минской и Ковенской губерний). Однако до начала крестьянской реформы 1861 года и особенно до польского восстания 1863—1864 годов термин «Северо-Западный край» использовался очень редко и не распространялся на Витебскую и Могилёвскую губернии. До начала 1860-х гг. чаще всего в российской правительственной терминологии «северо-западные губернии» не выделялись, а вместе с «белорусскими» (Витебская и Могилёвская губернии) и «юго-западными губерниями» («Юго-Западным краем» — Киевским генерал-губернаторством) представлялись совместно и фигурировали под общим названием «западные губернии» (или «Западный край»).
Подчинение в 1863 году (из-за начала восстания 1863—1864 годов) Витебской и Могилёвской губерний власти виленского военного генерал-губернатора распространило термин «Северо-Западный край» и на эти («белорусские») губернии, что сохранилось даже после выхода в 1869 году Витебской и Могилёвской губерний из-под власти виленского генерал-губернатора.
Площадь Северо-Западного края (шести губерний — Виленской, Ковенской, Гродненской, Минской, Могилёвской и Витебской) в начале XX века составляла 260 490 квадратных русских вёрст (или 266 978 квадратных километров). Центром Северо-Западного края считалась Вильна.

## История
Территорию Северо-Западного края Российской Империи в древности населяли кривичи, основным местом поселения для которых стали города Полоцк, Изборск, Смоленск и Псков. На северо-востоке они граничили с поселениями новгородских словен. Западнее кривичей находились поселения радимичей и дреговичей.
С середины XIII века по 1795 год эта территория была в составе Великого княжества Литовского. После трёх разделов Речи Посполитой все земли вошли в состав Российской империи.
В 1772 году были образованы Псковская губерния и Могилёвская губерния под управлением З. Г. Чернышёва. В следующем году  появились ещё три губернии — Минская, Изяславская и Брацлавская, под надзором генерал-губернатора Тимофея Ивановича Тутолмина. В 1794 году князь Николай Репнин был назначен генерал-губернатором новоприобретённых земель Великого княжества Литовского, в декабре 1795 года под его управлением были учреждены две новые губернии — Виленская и Слонимская, преобразопанные при Павле I в одну Литовскую губернию.
В Северо-Западном крае, где доминировало польское помещичье землевладение, крестьянская реформа имела свои особенности. В 1863 году, в разгар польского восстания, крестьяне Северо-Западного края были переведены на обязательный выкуп, при этом правительство строго запрещало производить отрезки от крестьянских наделов. 26 марта 1869 года был принят закон, предусматривавший, что в Северо-Западном крае «за крестьянами утверждаются все состоящие в их действительном владении земли и угодья». Подавлением польского восстания в Северо-Западном крае занимался Михаил Муравьёв, бывший в 1863—1865 годах виленским, гродненским и минским генерал-губернатором. Он видел главную опору власти в крестьянстве, поскольку в отрядах мятежников крестьяне составляли в среднем только 18 %, а шляхта — 70. Было отменено временнообязанное состояние крестьян, то есть выполнение ими феодальных повинностей до выплаты выкупных платежей. Батраки и безземельные крестьяне стали наделяться землёй, конфискованной у участвовавших в выступлениях помещиков. На это из казны была выделена огромная по тем временам сумма в 5 миллионов рублей. В феврале 1864 года вышел указ «Об экономической независимости крестьян и юридическом равноправии их с помещиками».
В области образования Муравьёв проводил русификаторскую политику. Он писал: «Бедственная идея о разъединении народностей в России, введении малороссийского, белорусского и иных наречий уже глубоко проникла в общественные взгляды. Необходимо положить этому твердую преграду и вменить министру народного просвещения в обязанность действовать в духе единства России, не допуская в учебных заведениях развития противных тому идей». В польских, немецких и еврейских школах ввели обязательное преподавание русского языка. Муравьёв писал, что «к началу 1865 г. во всех гимназиях учителями были уже русские, так что преподавания польского языка в школах уже не было».
При введении земских учреждений в 1864 году территории края были оставлены неземскими. В 1903 году было принято «Положение об управлении земским хозяйством в губерниях Витебской, Волынской, Киевской, Минской, Могилёвской, Подольской», по которому в трёх из шести губерний Северо-Западного края вводился модифицированный порядок земского управления с назначением всех членов земских управ и земских гласных от правительства.
Данный порядок был признан неудачным, после чего с 1910 года разрабатывался законопроект о введении в этих губерниях выборных земских учреждений, но также с исключениями из общего порядка, направленными на отстранение от участия в земствах польских землевладельцев. Принятие данного закона в 1911 году сопровождалось острым политическим кризисом (см. Закон о земстве в западных губерниях). Выборное земство в этих шести губерниях действовало с 1912 года.
После распада Российской Империи, её Северо-Западный край прекратил существование.